# Ripley (Mississippi)
Ripley is een plaats (city) in de Amerikaanse staat Mississippi, en valt bestuurlijk gezien onder Tippah County.

## Demografie
Bij de volkstelling in 2000 werd het aantal inwoners vastgesteld op 5478.
In 2006 is het aantal inwoners door het United States Census Bureau geschat op 5656, een stijging van 178 (3.2%).

## Geografie
Volgens het United States Census Bureau beslaat de plaats een oppervlakte van
29,9 km², waarvan 29,8 km² land en 0,1 km² water. Ripley ligt op ongeveer 152 m boven zeeniveau.

## Plaatsen in de nabije omgeving
De onderstaande figuur toont nabijgelegen plaatsen in een straal van 28 km rond Ripley.